# Termoelektrický generátor
Termoelektrické generátory jsou zařízení, které umožňují přímou přeměnu tepelné energie (rozdílu teplot) na energii elektrickou. Při této přeměně se využívá tzv. Seebeckova jevu. Typická účinnost těchto zařízení se pohybuje okolo 5-8 %. První termoelektrické generátory (konec 19. století), využívající Seebeckova jevu, využívaly bimetalické termočlánky a byly objemově rozměrné. Dnešní termoelektrická zařízení (termoelektrické moduly) sestávají z polovodivých sloučenin na bázi telluridu bizmutitého (Bi2Te3), telluridu olovnatého (PbTe), skutteruditů (CoSb3), slitin Si-Ge a dalších polovodivých sloučenin popř. jejich kombinací. Jejich užití je závislé na rozsahu pracovních teplot v nichž má daný termoelektrický generátor pracovat. Tyto termoelektrické moduly složené výhradně z pevných, nepohyblivých částí se vyznačují vysokou dlouhodobou spolehlivostí, tichým chodem a nízkou údržbovou náročností.